# Municipio de Wayne (condado de Clinton, Pensilvania)
El municipio de Wayne (en inglés, Wayne Township) es un municipio del condado de Clinton, Pensilvania, Estados Unidos. Tiene una población estimada, a mediados de 2022, de 1451 habitantes.

## Geografía
Está ubicado en las coordenadas 41°07′57″N 77°19′30″O / 41.13250, -77.32500 (41.132631, -77.325016).

## Demografía
Según la estimación 2017-2021 de la Oficina del Censo, los ingresos medios de los hogares son de $58,542 y los ingresos medios de las familias son de $70,455. Alrededor del 9.4% de la población está por debajo de la línea de pobreza.